# Augustin Louis Cauchy
|  | Per a altres significats, vegeu «Cauchy». |

Augustin Louis Cauchy   (París, 21 d'agost de 1789 - Sceaux, 23 de maig de 1857), fou un matemàtic francès, conegut per haver estat el gran sistematitzador del càlcul.

## Vida

### Joventut i enginyer
Cauchy, primer fill de Louis François Cauchy i Marie-Madelaine Desestre, va néixer un mes després de l'esclat de la Revolució Francesa. El seu pare, que era un alt funcionari de la Policia de París, marxa a viure a Arcueil quan el seu protector, el cap de la Policia de París, Louis Thiroux de Crosne, fuig cap al Regne Unit tement per la seva vida (de fet, serà guillotinat el 1794). Cauchy arriba a aquesta vila l'any 1793, on també hi viuen Laplace i Berthollet, els quals junt amb el seu pare li donen els seus primers ensenyaments matemàtics. Són temps difícils i la família passa força penúries, Cauchy contrau la verola i sembla que no s'adapta bé a aquesta situació de privacions i incerteses.
Caigut Robespierre i finalitzat el Terror, la família torna a París  i mentre el seu pare es reincorpora a la burocràcia estatal amb força èxit, ell i els seus germans continuen estudiant, esperonats pel pare que els prepara tota mena de materials didàctics. Amb el cop d'estat del 18 de brumari, al qual el seu pare dona suport, tot es capgira: Louis François Cauchy és nomenat el 1800 secretari del Senat francès restablert per Napoleó, càrrec que no solament li reporta un molt bon salari, sinó també prestigi i relacions. Mantindrà aquest càrrec fins al 1830 en que el succeeix el seu fill Eugène, qui el mantindrà fins al 1848.
Cauchy comença els seus estudis reglats a l'École Centrale du Pantheon (actual Liceu Henri IV) l'any 1802, on s'interessa pels idiomes antics (llatí i grec) i obté nombroses mencions. Però, al contrari que el seu pare i els seus germans Eugène i Alexander, tots ells advocats i experts en dret, Cauchy vol seguir una carrera científica. El seu pare no solament no s'hi oposa sinó que utilitza totes les seves influències per facilitar-li el terreny. El 1804 comença els seus estudis de matemàtiques i el 1805 s'examina per l'ingrés a l'École Polytechnique, obtenint la segona millor nota de tots els candidats. El seu examinador va ser Jean-Baptiste Biot, esdevenint un estudiant destacat, i per la seva tasca pràctica va ser destinat al projecte del canal d'Ourcq on va treballar amb Pierre Simon Girard.
Graduat el 1807, passa a l'École des ponts et chaussées on obté el títol d'enginyer civil el 1810. És destinat a Cherburg per a treballar en la construcció del port que necessitava Napoleó per la invasió d'Anglaterra. És en aquesta època que Cauchy comença a interessar-se per la matemàtica teòrica i, tot i que escriu sobre qüestions tècniques, comença a estudiar la teoria dels poliedres, a suggeriment de Lagrange, i a ampliar la gamma de temes del seu interès.

### Maduresa i grans obres
El 1812, a causa d'una malaltia, potser psicosomàtica, retorna a París, amb intenció de fer carrera acadèmica però fracassa en els seus primers intents d'obtenir un lloc acadèmic i docent. Persona de profundes creences religioses, sembla que la seva devoció pel catolicisme, a vegades portada a l'extrem li va fer tenir problemes a la societat francesa del moment.
Finalment, el 1815 aconsegueix una plaça de professor ajudant a l'École Polytechnique, l'any següent guanya el premi de l'Acadèmia de Ciències i el 1817 és nomenat substitut del seu mentor Jean-Baptiste Biot al Collège de France
La caiguda de Bonaparte i la restauració monàrquica subsegüent donaran noves oportunitats al conservador Cauchy: en ser expulsats de l'Acadèmia de Ciències Monge i Carnot per les seves idees republicanes o napoleòniques, Cauchy és nomenat membre de l'Acadèmia per decret reial. L'acolliment dels seus membres antics és fred, ja que consideren Cauchy un arribista sense escrúpols.
El 1818 es casa amb Aloïse de Bure i comença una època de tranquil·litat que el portarà a escriure els seus grans tractats, d'una exactitud inoïda fins aleshores, durant la dècada dels 1820's. Aquests tractats, reconeguts arreu i traduïts a molts idiomes, són:
- Cours d'analyse de l'Ecole Royale Polytechnique (1821)
- Résumé des leçons sur le calcul infinitésimal (1823)
- Leçons sur les applications du Calcul Infinitésimal à la Géométrie (dos vols. 1826-1828)
- Leçons sur le Calcul Différentiel (1829)

tots ells publicats per l'editorial De Bure, propietat del seu sogre.

### Exili
La revolució de 1830 significa un canvi radical. No estant d'acord amb el règim sorgit de la revolució, Cauchy se'n va a Torí, abandonant la família, sota la protecció del Borbons que governen el territori i ocupa una càtedra de matemàtiques a la seva universitat per breu temps. El 1833 marxa a Bohèmia per a fer de preceptor del net i hereu de Carles X de França. El 1834 la família es reunirà novament a Praga.

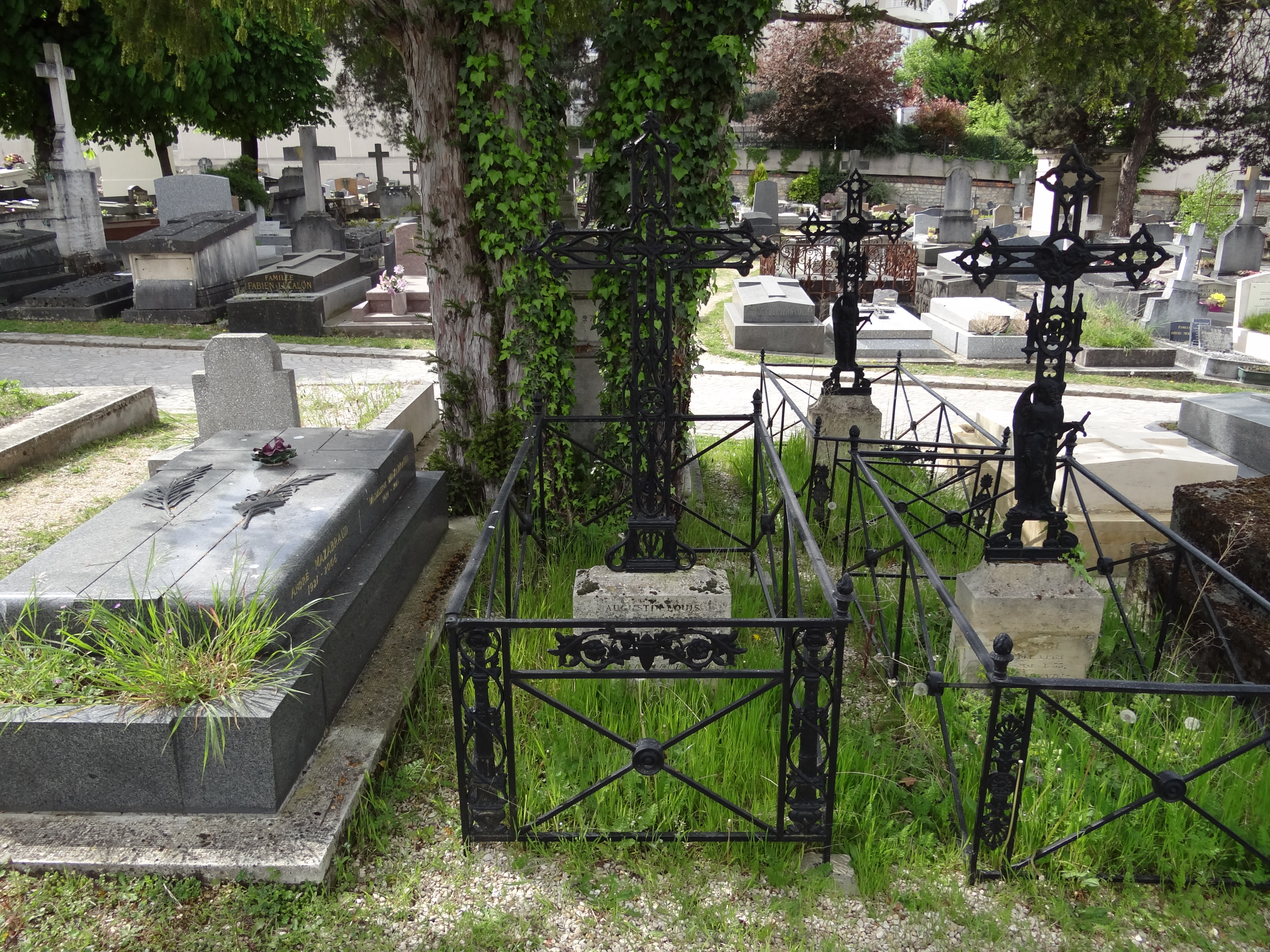
Tomba de Caucht al cementiri de Sceaux.

### Retorn a França
El 1838, en complir els divuit anys l'hereu, la seva tasca és acabada i retorna a França. Malgrat els sues intents per ocupar un lloc en el món acadèmic, no ho aconsegueix per la seva oposició al rei Lluís Felip I de França. Es dedicarà a obres pies i caritatives.
La caiguda de Lluís Felip li permet, tot i que no té cap mena de sentiment republicà, ocupar la càtedra d'astronomia de la Universitat de París el 1849.
Els últims anys de la seva vida són plens de controversies amb els seus col·legues, sobretot amb Liouville, Poncelet i Duhamel. Curiosament, les darreres paraules de Cauchy a l'Acadèmia foren C'est ce que j'expliquerai plus au long dans un prochain memoir ("Ho explicaré amb més detall a la meva propera memòria"). Probablement, es referia a una nova prova o idea que encara no s'havia plantejat a fons i que pensava publicar. Malauradament, Cauchy va morir divuit dies després, als 68 anys sense donar a conèixer quina era aquesta nova doctrina matemàtica que pensava presentar.

## Creences polítiques i religioses
Cauchy va ser durant tota la seva vida un monàrquic convençut i un catòlic intransigent, cosa que el va convertir en un personatge excepcional dins la comunitat científica de la seva època que era lliberal, republicana i, fins i tot, anticlerical. El propi Abel, que va estar a París el 1826, va dir:
| «                            | Cauchy és boig i no hi ha res que es pugui fer amb ell; malgrat això, és l'únic que sap com cal fer les matemàtiques. | » |
| — Niels Henrik Abel , 1826.. | |   |

Els seus estrictes punts de vista catòlics el van portar a defensar els jesuïtes enfront de l'Acadèmia de Ciències en una sessió de 1825. La seva argumentació va ser objecte de mofa per la premsa lliberal, on Stendhal va escriure:
| «                  | El senyor Cauchy, jesuïta de vestit curt, s'ha encarregat avui de l'honorable missió de perseguir la fisiologia, ciència que havia avançat força darrerament amb els experiments dels senyors Flourens, Magendie i Edwards | » |
| — Stendhal , 1825. | |   |

A més, el seu catolicisme dogmàtic, anava acompanyat de comportaments molt poc generosos amb els seus col·legues i alumnes, com ho acredita la pèrdua de la memòria de Galois, les seves discussions amb Poncelet, Duhamel i altres col·legues o aprofitar-se de les expulsions polítiques de Monge i Carnot per escalar posicions.

## Obra
Cauchy va ser extremadament prolífic: a part dels llibres abans esmentats va escriure 789 articles i memòries, una xifra realment espectacular.
Cauchy és generalment reconegut com el gran sintetitzador del càlcul; ell va ser qui va establir els fonaments del càlcul unificant-los sota el concepte de límit, desenvolupant l'àlgebra dels límits, el concepte de successió, la teoria de séries, la noció de convergència, el criteri per determinar-la, i la introducció rigorosa dels conceptes de derivada i integral.
Nombrosos termes en matemàtiques porten el nom de Cauchy: - el teorema de la integral de Cauchy, a la teoria de funcions complexes, el teorema d'existència de Cauchy-Kovalevskaya per a la solució d'equacions diferencials parcials, les equacions de Cauchy-Riemann, les seqüències de Cauchy o la distribució de Cauchy. Va produir 789 articles de matemàtiques, convertint la seva carrera acadèmica en una de les més prolífiques de l'època.

### Primers treballs
El geni de Cauchy va quedar il·lustrat en la seva senzilla solució del problema d'Apol·loni —descriure una circumferència que toca tres cercles donats—, que va descobrir el 1805, la seva generalització de la fórmula d'Euler sobre els políedres el 1811, i en diversos altres problemes. Més important és el seu treball de memòria sobre la propagació d'ones, que va obtenir el Gran Premi de l'Acadèmia Francesa de Ciències el 1816. Els escrits de Cauchy van tractar temes destacats. En la teoria de sèries, va desenvolupar la noció de convergència i va descobrir moltes de les fórmules bàsiques per a les sèries q. En la teoria dels nombres i les quantitats complexes, va ser el primer a definir els nombres complexos com a parells de nombres reals. També va escriure sobre la teoria de grups i substitucions, la teoria de funcions, equacions diferencials i determinants.

### Teoria d'ones, mecànica, elasticitat
En la teoria de la llum va treballar en la teoria d'ones de Fresnel i en la dispersió i polarització de la llum. També va contribuir a la recerca en mecànica, substituint la noció de continuïtat dels desplaçaments geomètrics pel principi de continuïtat de la matèria. Va escriure sobre l'equilibri de varilles i membranes elàstiques i sobre ones en medis elàstics. Va introduir una matriu de nombres simètrica de 3 × 3 que ara es coneix com a tensor de tensions de Cauchy. En l'elasticitat, va originar la teoria de la tensió, i els seus resultats són gairebé tan valuosos com els de Siméon Poisson.

### Teoria de nombres
Altres contribucions significatives inclouen ser el primer a demostrar el Teorema del nombre poligonal de Fermat.

### Funcions complexes
Cauchy és famós sobretot pel seu desenvolupament, en solitari, de la teoria de funcions complexes. El primer teorema fonamental demostrat per Cauchy, ara conegut com a teorema integral de Cauchy, va ser el següent:
{\displaystyle \oint _{C}f(z)dz=0,}
on f (z) és una funció de valors complexos holomorfa sobre i dins de la corba tancada no autointersectant C (contorn) que es troba en el pla complex. La integral de contorn es pren al llarg del contorn C. Els rudiments d'aquest teorema ja es poden trobar en un article que Cauchy, amb 24 anys, va presentar a l'Académie des Sciences (llavors encara anomenada Primera Classe de l'Institut) l'11 d'agost de 1814. El teorema es va formular completament el 1825.
El 1826, Cauchy va donar una definició formal de residu d'una funció. Aquest concepte fa referència a funcions que tenen pols —singularitats aïllades, és a dir, punts on una funció tendeix a l'infinit positiu o negatiu. Si la funció de valors complexos f (z) es pot expandir al voltant d'una singularitat a com a
{\displaystyle f(z)=\varphi (z)+{\frac {B_{1}}{z-a}}+{\frac {B_{2}}{(z-a)^{2}}}+\cdots +{\frac {B_{n}}{(z-a)^{n}}},\quad B_{i},z,a\in \mathbb {C} ,}
on φ(z) és analítica (és a dir, es comporta bé sense singularitats), aleshores es diu que f té un pol d'ordre n en el punt a. Si n = 1, el pol s'anomena simple. El coeficient B1 s'anomena per Cauchy el residu de la funció f en a. Si f és no singular en a, aleshores el residu de f és zero en a. Clarament, el residu és en el cas d'un pol simple igual a
{\displaystyle {\underset {z=a}{\mathrm {Res} }}f(z)=\lim _{z\rightarrow a}(z-a)f(z),}
on hem substituït B1 per la notació moderna del residu.
El 1831, mentre era a Torí, Cauchy va presentar dos treballs a l'Acadèmia de Ciències de Torí. En el primer  va proposar la fórmula que ara es coneix com a Fórmula de la integral de Cauchy,
{\displaystyle f(a)={\frac {1}{2\pi i}}\oint _{C}{\frac {f(z)}{z-a}}dz,}
on f (z) és analítica a C i dins de la regió delimitada pel contorn C i el nombre complex a es troba en algun lloc d'aquesta regió. La integral de contorn es pren en sentit antihorari. Clarament, l'integrand té un pol simple a z = a. En el segon article va presentar el teorema dels residus,
{\displaystyle {\frac {1}{2\pi i}}\oint _{C}f(z)dz=\sum _{k=1}^{n}{\underset {z=a_{k}}{\mathrm {Res} }}f(z),}
on la suma és sobre tots els n pols de f (z) sobre i dins del contorn C. Aquests resultats de Cauchy encara formen el nucli de la teoria de funcions complexes tal com s'ensenya avui dia als físics i enginyers elèctrics. Durant força temps, els contemporanis de Cauchy van ignorar la seva teoria, creient que era massa complicada. Només a la dècada de 1840 la teoria va començar a tenir resposta, i Pierre Alphonse Laurent va ser el primer matemàtic, a més de Cauchy, a fer una contribució substancial (el seu treball sobre el que ara es coneix com a sèries de Laurent, publicat el 1843).

### Curs d'anàlisi

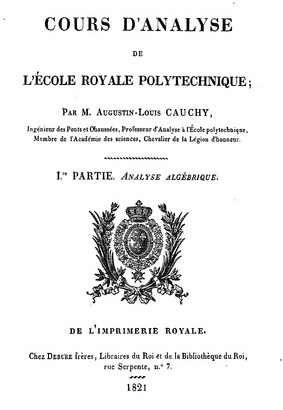
La portada d'un llibre de text de Cauchy.

En el seu llibre Cours d'analyse, Cauchy va emfatitzar la importància del rigor en l'anàlisi. En aquest cas, el rigor significava el rebuig del principi de generalitat de l'àlgebra (d'autors anteriors com ara Euler i Lagrange) i la seva substitució per la geometria i els infinitesimals. Judith Grabiner va escriure que Cauchy va ser «l'home que va ensenyar anàlisi rigorosa a tota Europa». Sovint es menciona el llibre com el primer lloc on es mostren les desigualtats i {\displaystyle \delta -\varepsilon }
Els arguments es van introduir al càlcul. Aquí Cauchy va definir la continuïtat de la següent manera: La funció f(x) és contínua respecte a x entre els límits donats si, entre aquests límits, un increment infinitament petit en la variable sempre produeix un increment infinitament petit en la mateixa funció.
M. Barany afirma que l'École va ordenar la inclusió de mètodes infinitesimals en contra del bon criteri de Cauchy. Gilain assenyala que quan la part del pla d'estudis dedicada a l'Analyse Algébrique es va reduir el 1825, Cauchy va insistir a situar el tema de les funcions contínues (i per tant també les infinitesimals) al principi del Càlcul Diferencial. Laugwitz (1989) i Benis-Sinaceur (1973) assenyalen que Cauchy va continuar utilitzant infinitesimals en la seva pròpia recerca fins al 1853.
Cauchy va donar una definició explícita d'un infinitesimal en termes d'una seqüència que tendeix a zero. Hi ha hagut una gran quantitat de literatura escrita sobre la noció de Cauchy de quantitats infinitament petites, argumentant que parteixen de tot, des de les definicions epsilòntiques habituals fins a les nocions d’anàlisi no estàndard. El consens és que Cauchy va ometre o deixar implícites les idees importants per aclarir el significat precís de les quantitats infinitament petites que va utilitzar.

### Teorema de Taylor
Va ser el primer a demostrar rigorosament el teorema de Taylor, establint la seva coneguda forma del residu. Va escriure un llibre de text  per als seus estudiants de l'École Polytechnique en què va desenvolupar els teoremes bàsics de l'anàlisi matemàtica de la manera més rigorosa possible. En aquest llibre va donar la condició necessària i suficient per a l'existència d'un límit en la forma que encara s'ensenya. També la coneguda prova de Cauchy per a la convergència absoluta prové d'aquest llibre: la prova de condensació de Cauchy. El 1829 va definir per primera vegada una funció complexa d'una variable complexa en un altre llibre de text. Malgrat això, els propis treballs de recerca de Cauchy sovint utilitzaven mètodes intuïtius, no rigorosos;  així, un dels seus teoremes va ser exposat a un contraexemple per Abel, que més tard es va solucionar amb la introducció de la noció de continuïtat uniforme.

### Principi d'argumentació, estabilitat
En un article publicat el 1855, dos anys abans de la mort de Cauchy, va discutir alguns teoremes, un dels quals és similar al  Principi de l'argument de molts llibres de text moderns sobre anàlisi complexa. En els llibres de text moderns de teoria del control, el principi de l'argument de Cauchy s'utilitza amb força freqüència per derivar el criteri d'estabilitat de Nyquist, que es pot utilitzar per predir l'estabilitat d’un amplificador amb retroalimentació negativa i de sistemes de control amb retroalimentació negativa. Així doncs, el treball de Cauchy té un fort impacte tant en les matemàtiques pures com en l'enginyeria pràctica.